# Copa del Rey 1930
Třicátý ročník Copa del Rey (španělského poháru) se konal od 6. dubna do 1. června 1930 za účasti 31 klubů.
Trofej získal již podesáté ve své historii Athletic Bilbao, který porazil ve finále 3:2 v prodloužení Real Madrid.